# Adam Reach
Adam Michael Reach (Chester-le-Street, 3 februari 1993) is een Engels voetballer die bij voorkeur als rechtsback speelt. Hij stroomde in 2010 door vanuit de jeugd van Middlesbrough.

## Clubcarrière
Reach komt uit de jeugdopleiding van Middlesbrough. Hij maakte daarvoor op 7 mei 2011 zijn profdebuut, tegen Doncaster Rovers. Hij viel in na 56 minuten en scoorde in de slotseconden het derde doelpunt voor 'Boro'. Tien dagen later tekende hij zijn eerste profcontract, tot 2014. Op 24 november 2011 werd hij voor één maand uitgeleend aan Darlington. Op de positie van rechtsback moest hij bij Middlesbrough concurreren met Justin Hoyte en Stuart Parnaby.
1 Dieng ·
2 Smith ·
3 Van den Berg ·
4 Barlaser ·
5 Clarke ·
6 Fry ·
7 Hackney ·
8 McGree ·
9 Latte Lath ·
10 Burgzorg ·
11 Jones ·
12 Ayling ·
13 Hoppe ·
14 Gilbert ·
15 Dijksteel ·
16 Howson  ·
17 Hamilton ·
18 Morris ·
20 Azaz ·
21 Forss ·
22 Conway ·
23 Glover ·
24 Bangura ·
25 Edmundson ·
26 Lenihan ·
27 Engel ·
30 Borges ·
31 Brynn ·
37 McCormick ·
40 Cartwright ·
43 Lennon ·
49 McCabe ·
50 Doak ·
Coach: Carrick
· Assistent-coach: Woodgate